# Klan Innes
Innes (gael. MacAonghuis) - szkockie nazwisko i nazwa klanu góralskiego